# Montejaque
Montejaque – miasto w południowej Hiszpanii w Andaluzji w prowincji Malaga. Montejaque, założone zostało w czasach panowania arabów na Półwyspie Iberyjskim, nazwa oryginalna pochodzi od Monte Xaquez co oznacza ostatnia góra. W miasteczku znajdują się liczne wąskie zawiłe uliczki i wszystkie budynki są białe. W Hiszpanii Montejaque zaliczane jest do grupy miast tzw. pueblos blancos.